# Richard Knoll
Der Richard Knoll ist ein Hügel an der Nordenskjöld-Küste des Grahamlands auf der Antarktischen Halbinsel. Er ragt auf halbem Weg zwischen Kap Worsley und dem Sentinel-Nunatak auf.
Das UK Antarctic Place-Names Committee benannte ihn 2011 nach Richard Harbour, der an zwei Feldforschungskampagnen des British Antarctic Survey auf der Trinity-Halbinsel und an der Nordenskjöld-Küste sowie 1966 in der Bransfieldstraße beteiligt war.